# Rubini (cognome)
Rubini è un cognome di lingua italiana.

## Varianti
La Rubina, Robin, Rubin, Rubinacci, Rubinato, Rubinelli, Rubinetti, Rubino.

## Origine e diffusione
Cognome tipicamente centro-settentrionale, con un ceppo presente anche a Ruvo di Puglia nel Barese
Potrebbe derivare dal prenome Rubino.
In Italia conta circa 1834 presenze.
La variante Rubin è tipicamente veneta, soprattutto padovana e veneziana; Rubinacci è napoletano; Rubinelli compare nel nord Italia; Rubino è chiaramente meridionale, con prevalenza in Puglia e Sicilia; Rubinetti è panitaliano; Rubinato compare nel trevisano, veneziano e padovano.

## Persone
- Giuseppe Rubini – docente e scrittore italiano
- Hugo Rubini – ex calciatore italo-argentino
- Oderso Rubini – produttore discografico, musicista e scrittore italiano